# Mițvot
Mitzvot este o denumire din limba ebraică dată celor 613 porunci pe care un bărbat evreu în vârstă de peste 13 ani trebuie să le îndeplinească. O mare parte din ele sunt adresate kohanimilor și multe se leagă de ritualul templului. Astfel că în condițiile actuale, în care Templul din Ierusalim a fost distrus în anul 70, un evreu nu mai are de respectat 613 porunci, ci mai puține.
Cele 613 mițvoturi sunt împărțite în 365 negative și 248 pozitive.